# Serres municipales de Thonon-les-Bains
 (juillet 2015).
Si vous disposez d'ouvrages ou d'articles de référence ou si vous connaissez des sites web de qualité traitant du thème abordé ici, merci de compléter l'article en donnant les références utiles à sa vérifiabilité et en les liant à la section « Notes et références ».
Serres municipales ou espaces verts de Thonon, est une agence d'espace vert et horticole appartenant à la ville de Thonon-les-Bains, en Haute-Savoie, est une entreprise chargée de créer le fleurissement des ronds points, des bordures de routes de la commune, préparation bouquet de mariage...
L'entreprise comporte une cinquantaine d'employés, et accueille des stagiaires.

## Historique
- 1945 : Le service des espaces verts est inexistant, trois employés de la voirie entretiennent les squares de la ville. La surface des espaces verts est d'environ 75 000 m2. Une petite serre d'occasion est achetée et implantée à côté de l'établissement thermal.
- 1949 : Une seconde serre, identique à la première est acquise, la surface du terrain de l'unité de production est de 1 600 m2, comprenant les couches, le terrain de culture, les deux serres.
- 1954 : Le service compte 18 agences c'est le démarrage du fleurissement de la ville de Thonon.
- 1970 : Acquisition du terrain de 19 000 m2 pour la construction d'une nouvelle entreprise horticole; Le but est de pouvoir assurer dans de bonne conditions l'augmentation de la production et donné un nouvel élan à la politique du fleurissement de la ville. Le service compte alors 33 employés, sa production est de 47 000 plantes.
- 1972 : Mise en service de la nouvelle entreprise horticole, avenue de Saint Disdille. Les serres sont en plastiques, géré par le matériel de BN serre.
- 1974 : La production passe à 120 600 plantes.
- 1992 : La production est de 285 000 plantes. Les services des Espaces Verts compte 51 agents dont 3 au cimetière (gardien et fossoyeurs).
- 1990-1991 : Le système d'ombrage est modernisé.
- 1994 à aujourd'hui : Modernisation du matériels horticole, et des véhicules. Mise en service des fourgonnettes électriques en 2007.
- Fin années 1990, un nouveau vestiaire est installé, et une salle de réunion.
- 2009 : Le lieu de travail s’agrandit, de nouvelles serres sont aménagées.

## Prix
- Grand Prix national des villes fleuries : 1991 et 1994
- Prix du territoria : 2001